# Orgyia leucostigma
Orgyia leucostigma, conocida (en inglés) como la polilla de mechón de marcas blancas, por el mechón en la espalda de la oruga, es una polilla perteneciente a la familia Erebidae. La especie fue descrita por primera vez por James Edward Smith en 1797. La oruga es muy común, especialmente a finales del verano en el este de Norteamérica, extendiéndose hasta Texas, California y Alberta.

## Etimología
El nombre del género Orgyia proviene del griego antiguo ὄργυια, órgyia, que significa «brazos extendidos». Se llama así porque, cuando está en reposo, la polilla extiende sus patas delanteras hacia adelante dando la impresión que fueran brazos.

## Ciclo de vida
En el este de América del Norte la polilla produce dos o más generaciones por año. Pasan el invierno en estado de huevo.

### Huevos
Los huevos se depositan en una sola masa sobre el capullo de la hembra y se cubren con una espuma. La hembra pone hasta 300 huevos a la vez.

### Larvas
Las larvas de esta especie son de colores brillantes, con mechones de setas similares a pelos. La cabeza es de color rojo brillante y el cuerpo presenta rayas amarillas o blancas, con una raya negra en la parte media del lomo. En la parte posterior del lomo se observan glándulas defensivas de color rojo brillante. Cuatro mechones blancos similares a cepillos de dientes sobresalen del lomo, y en la parte posterior se encuentra un lápiz de pelos de color marrón grisáceo. Los cuatro mechones blancos en el dorso de la larva pueden imitar los capullos de las avispas parásitas. Tocar los pelos provoca una reacción alérgica en muchos humanos. Las larvas jóvenes esqueletizan la superficie de la hoja, mientras que las larvas mayores se comen todo excepto las venas más grandes. : 72–73  Las larvas pueden crecer hasta unos 35 mm de largo.

### Pupas
Las orugas tejen un capullo grisáceo en las grietas de la corteza y en estas grietas incorporan setas. Las polillas emergen al cabo de dos semanas.

### Adultos

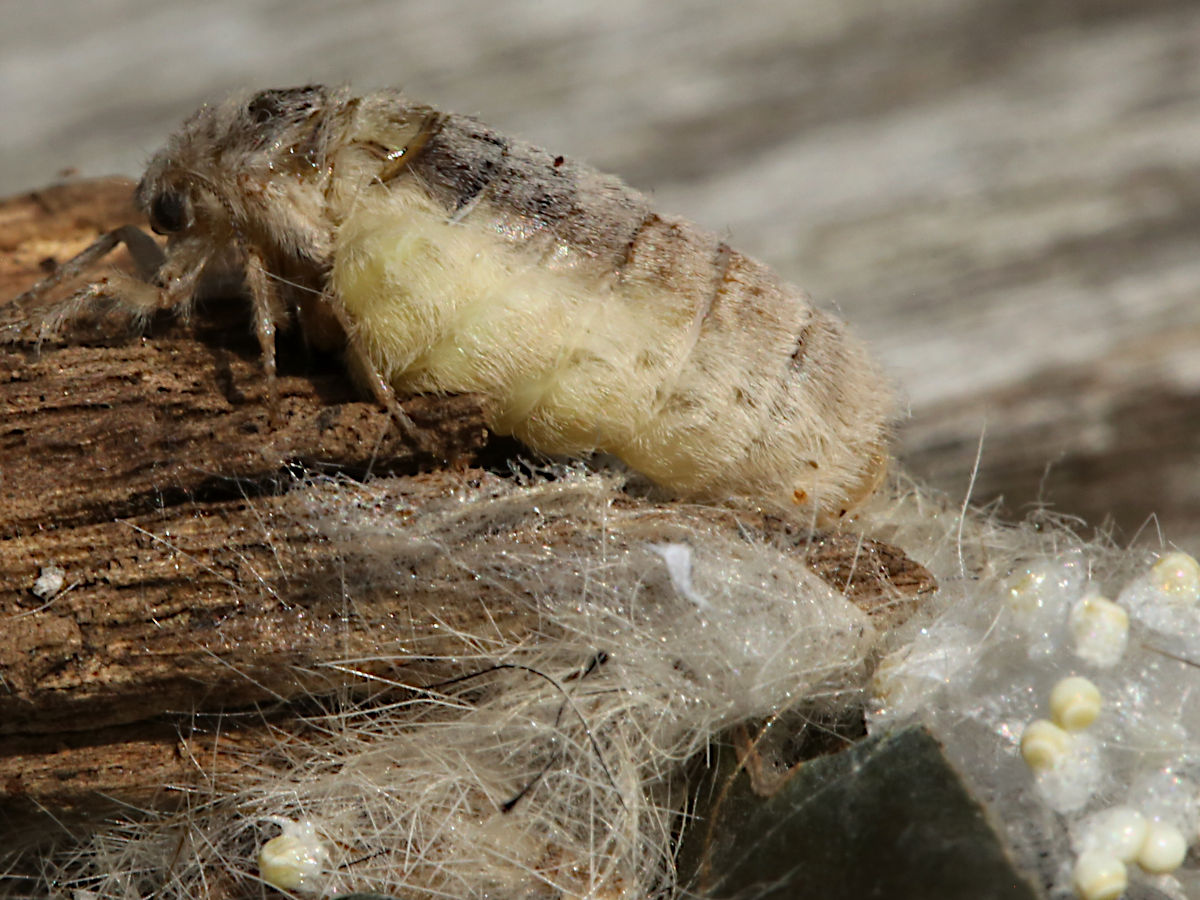
Hembra sin alas con sus huevos

Las hembras tienen alas reducidas y no abandonan la proximidad del capullo. Los machos son grises con líneas negras onduladas y una mancha blanca en las alas anteriores. Tiene gran parecido con la polilla vaporizadora, Orgyia antiqua, pero de color óxido. Las antenas son muy plumosas. Las polillas se encuentran en vuelo de junio a octubre.

## Plantas hospedantes
Las orugas se pueden encontrar alimentándose de una variedad extremadamente amplia de árboles, tanto caducifolios como coníferos, incluidos el manzano, el abedul, el algarrobo negro, el cerezo, el olmo, el abeto, el almez, la cicuta, el nogal americano, el alerce, el roble, el rosal, la pícea, el castaño y el sauce. Ocasionalmente se han descrito brotes de defoliación, especialmente en el arce y el olmo de Manitoba en áreas urbanas. Los brotes generalmente terminan por una enfermedad viral. Por ello, se ha descubierto que dos cepas de nucleopoliedrovirus, una específica de la polilla O. leucostigma y la otra de la polilla Orgyia pseudotsugata, causan una mortalidad generalizada en poblaciones de estas polillas, por lo que se están desarrollando como posibles agentes de control biológico en plantaciones de árboles de Navidad (abeto balsámico) en Canadá.

## Ecología
El hongo Entomophaga maimaiga se introdujo en Norteamérica para controlar la polilla esponjosa. Este hongo también infecta a O. leucostigma  y podría tener un impacto en años con abundancia de E. maimaiga. Las larvas grandes son atacadas principalmente por aves, y las larvas pequeñas suelen desaparecer durante la dispersión. Es una polilla muy destructiva para el follaje de árboles de sombra y frutales y arbustos ornamentales.

## Subespecie
- O. l. leucostigma (Carolina del Sur, desde Georgia y Florida hasta Texas)
- O. l. intermedia Fitch, 1856 (desde Maine y Ontario hasta Virginia, Alberta y Kansas)
- O. l. plagiata (Walker, 1855) (Nueva Escocia, Nuevo Brunswick, Quebec)
- O.l. oslari Barnes, 1900 (Nuevo México, Colorado)
- O. l. sablensis Niel, 1979 (Isla Sable, Canadá)

## Galería de imágenes

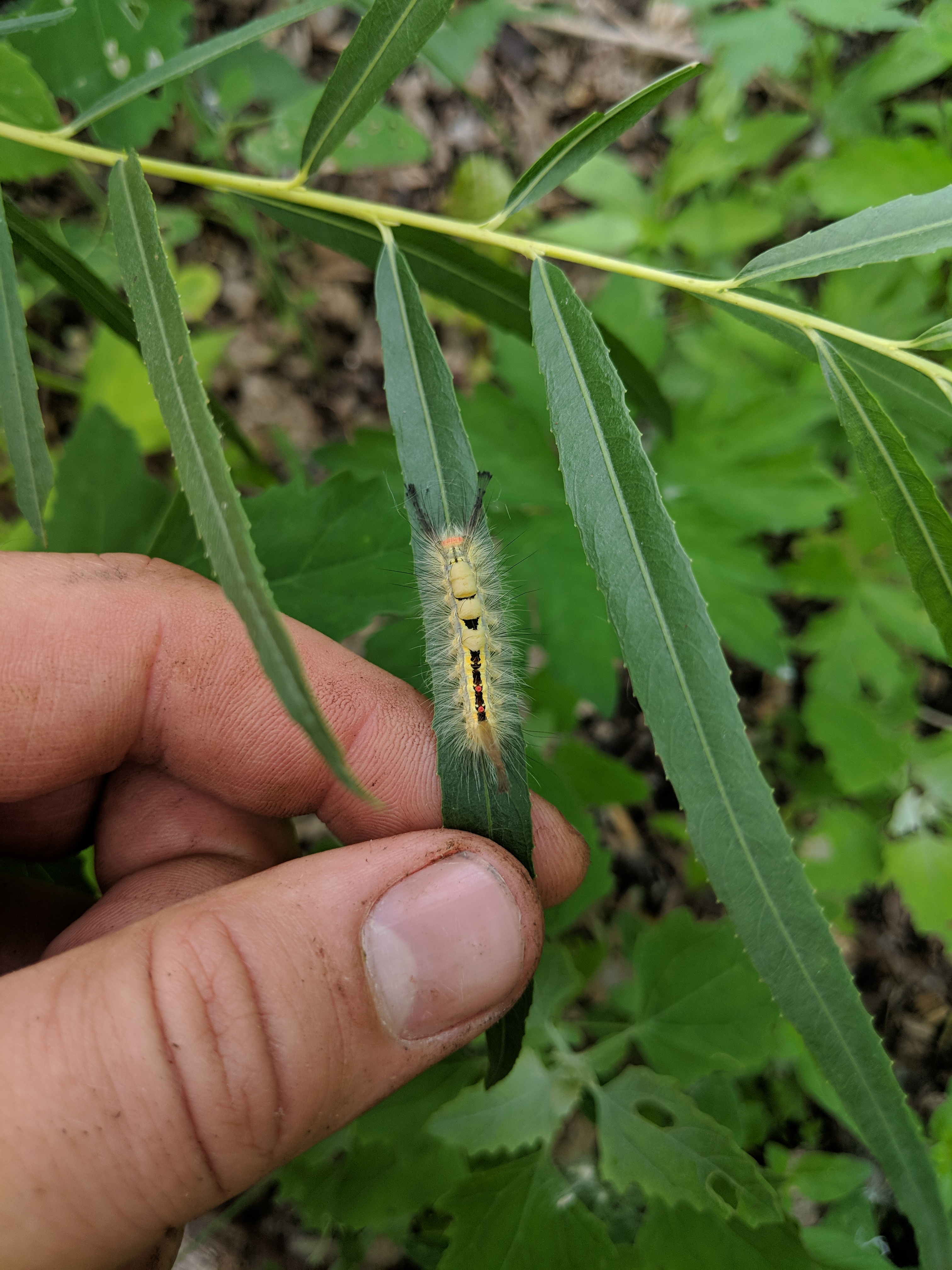
Larva
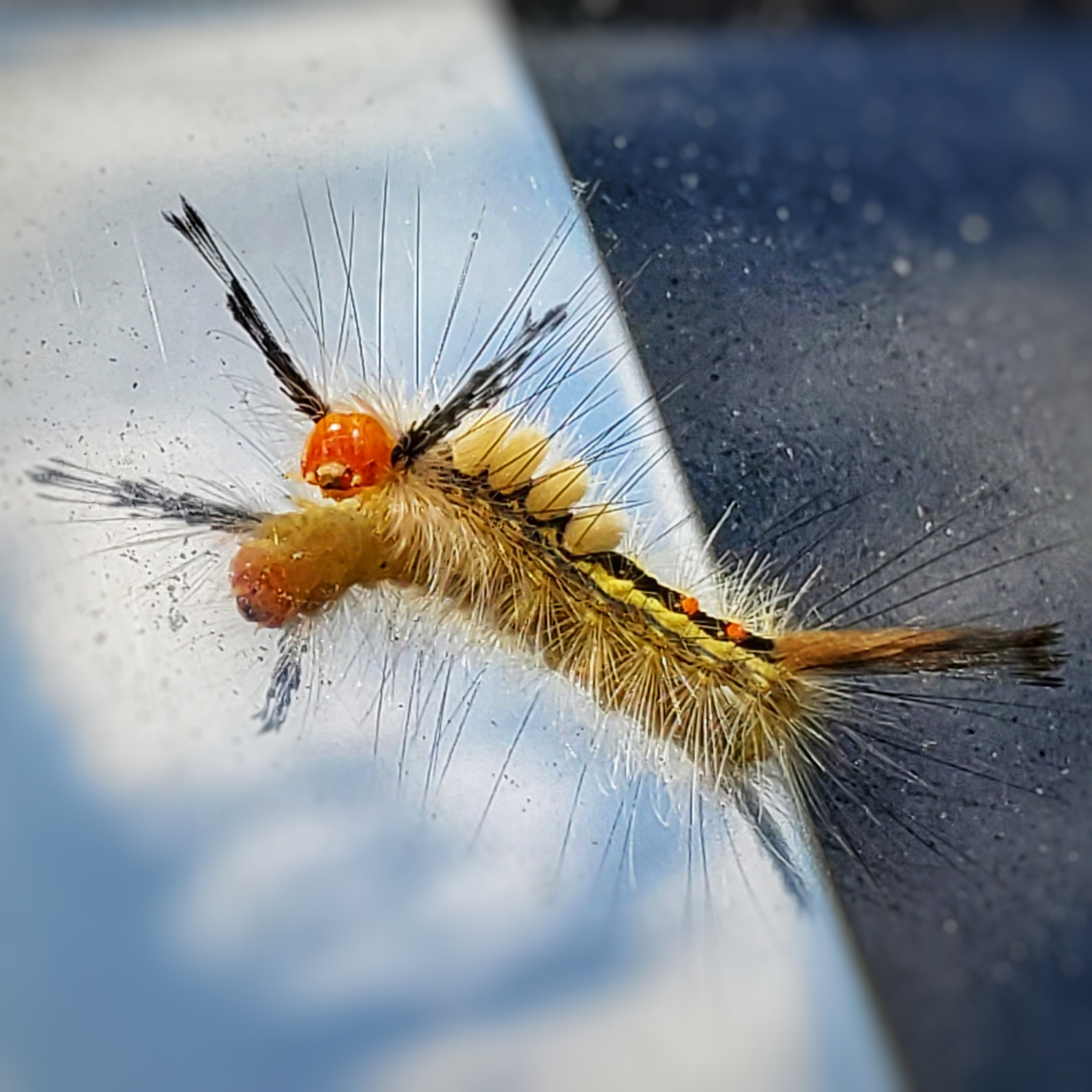
Larva
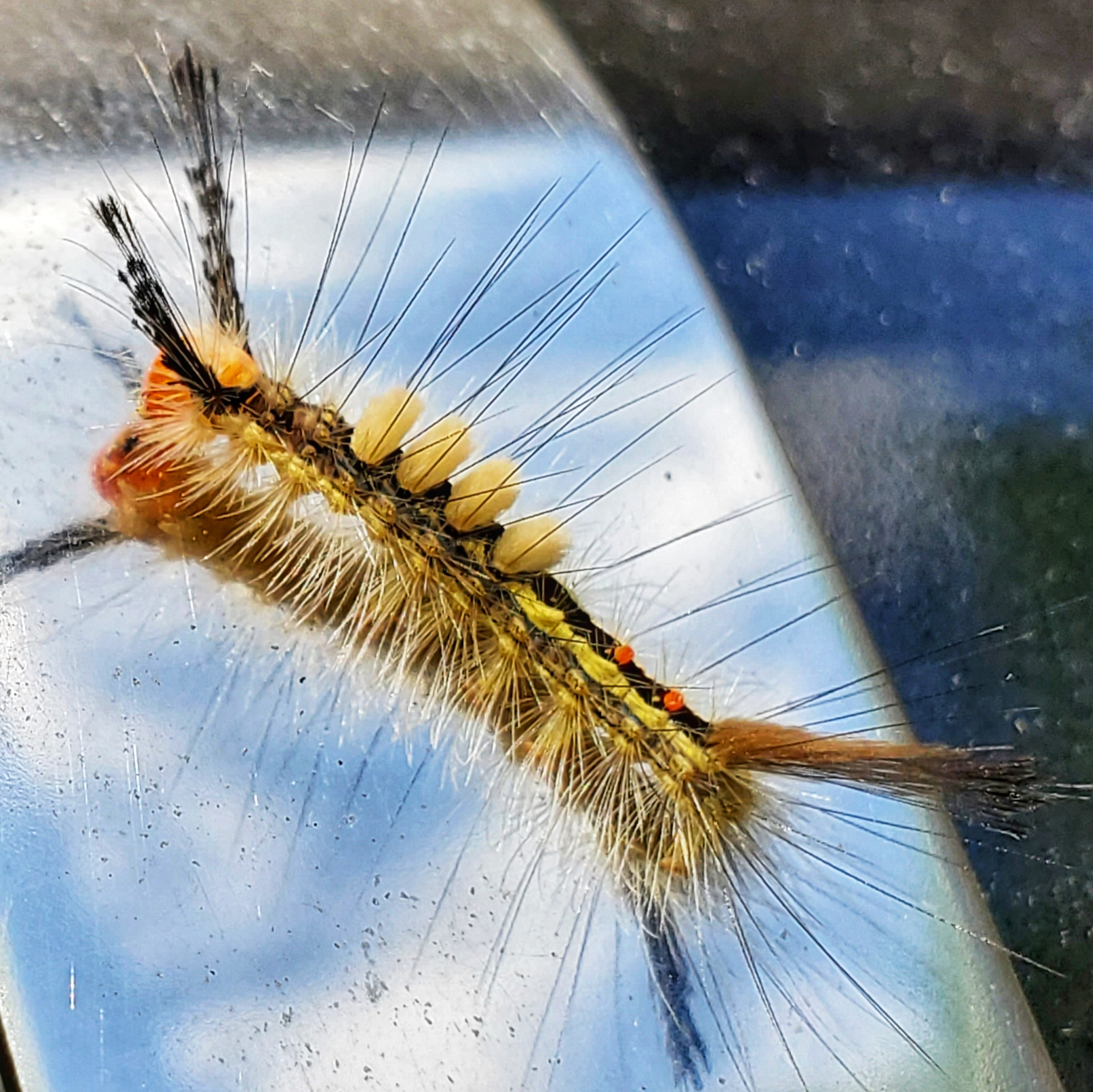
Larva
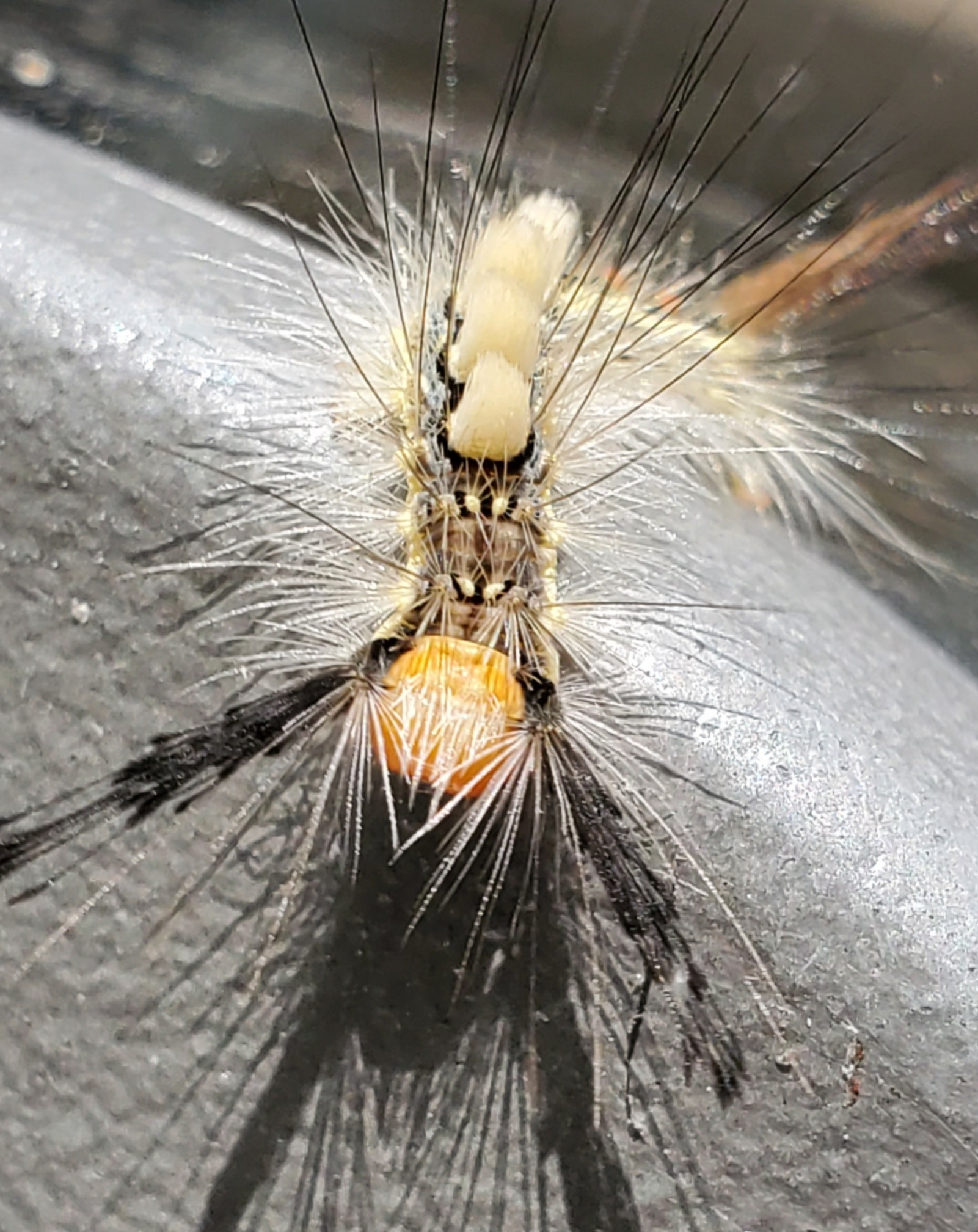
Larva
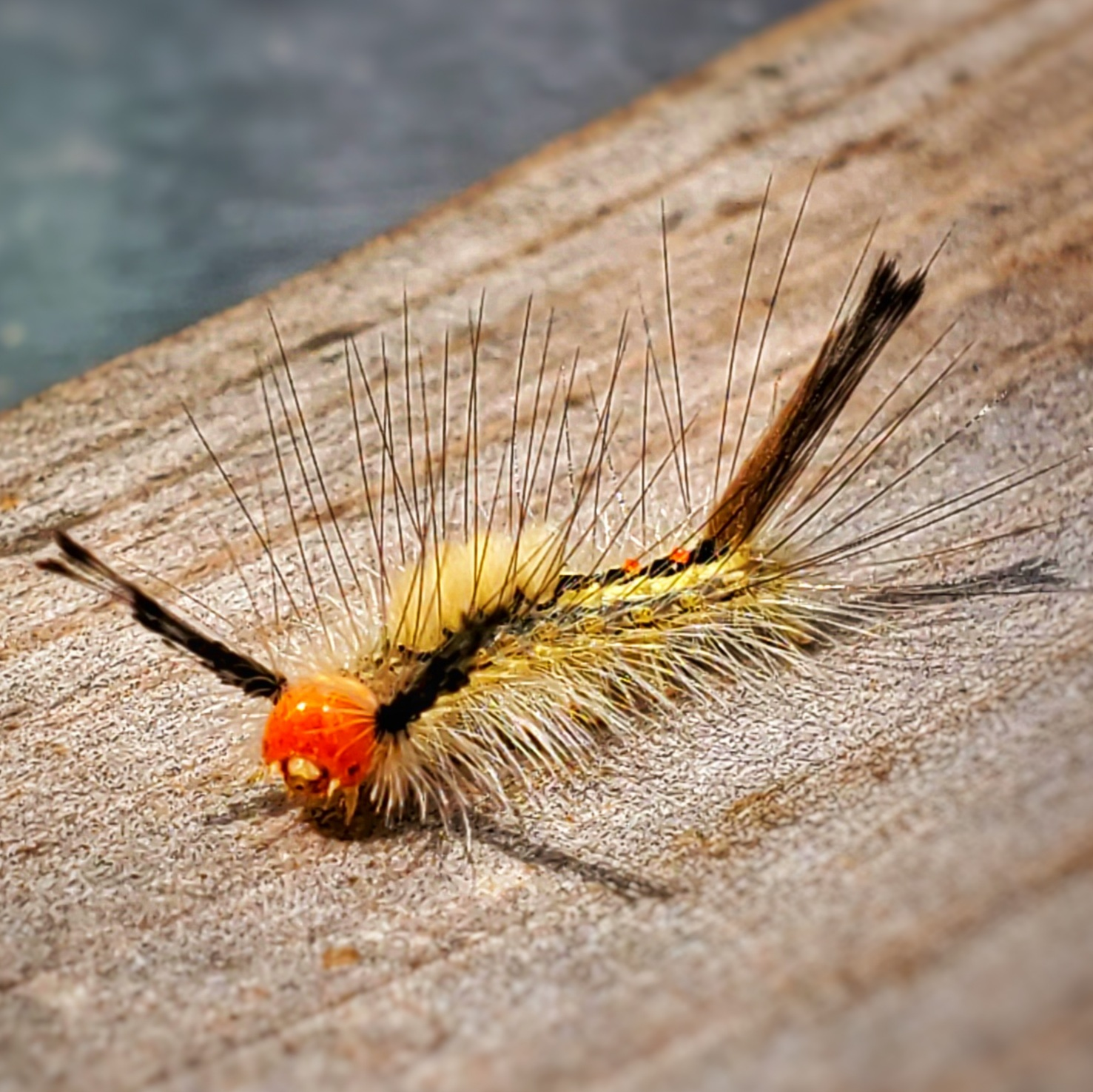
Larva
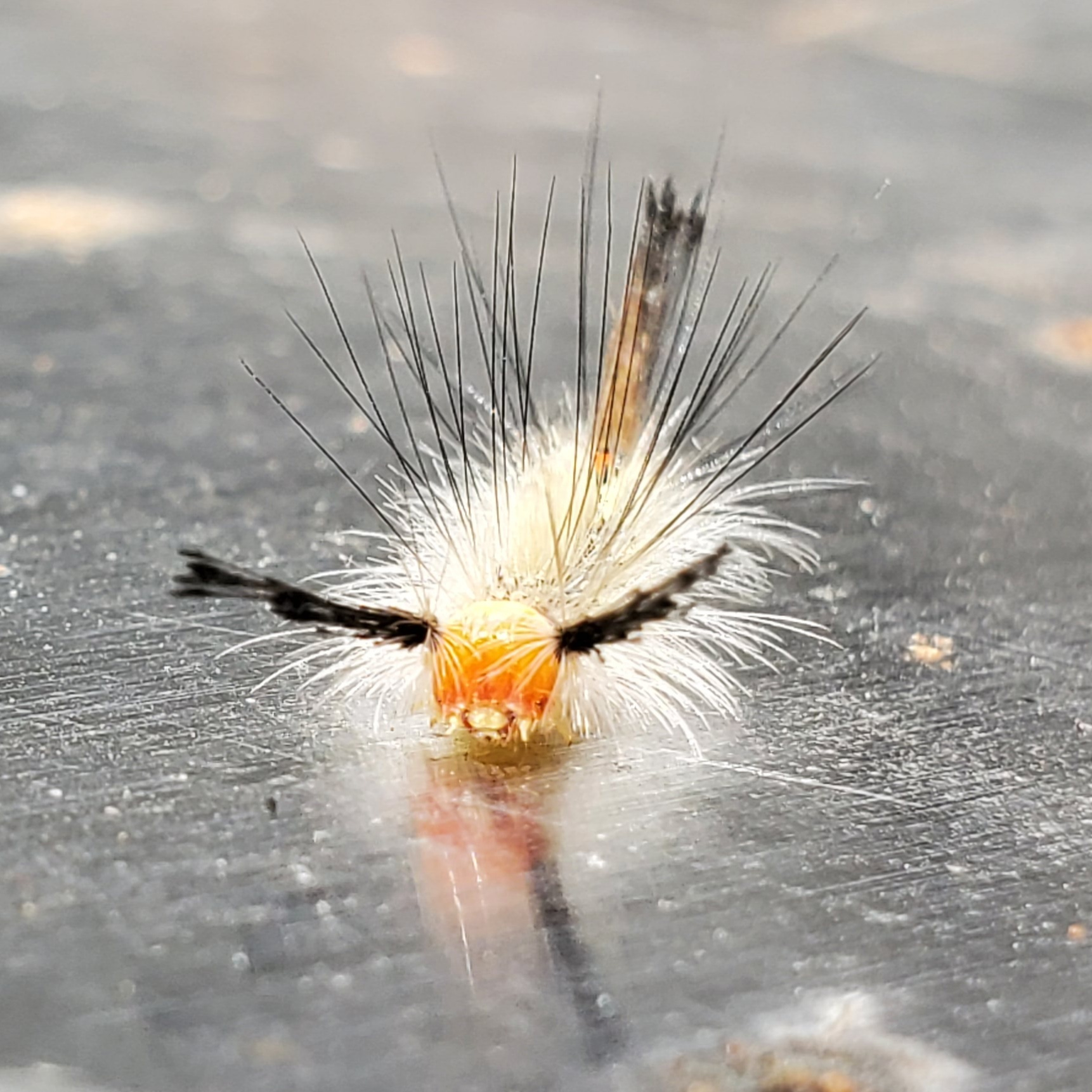
Larva
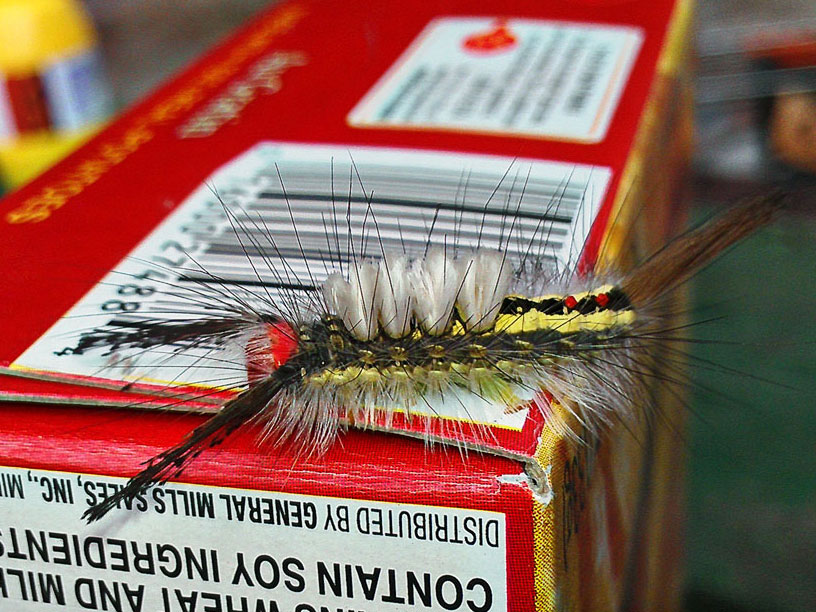
Oruga
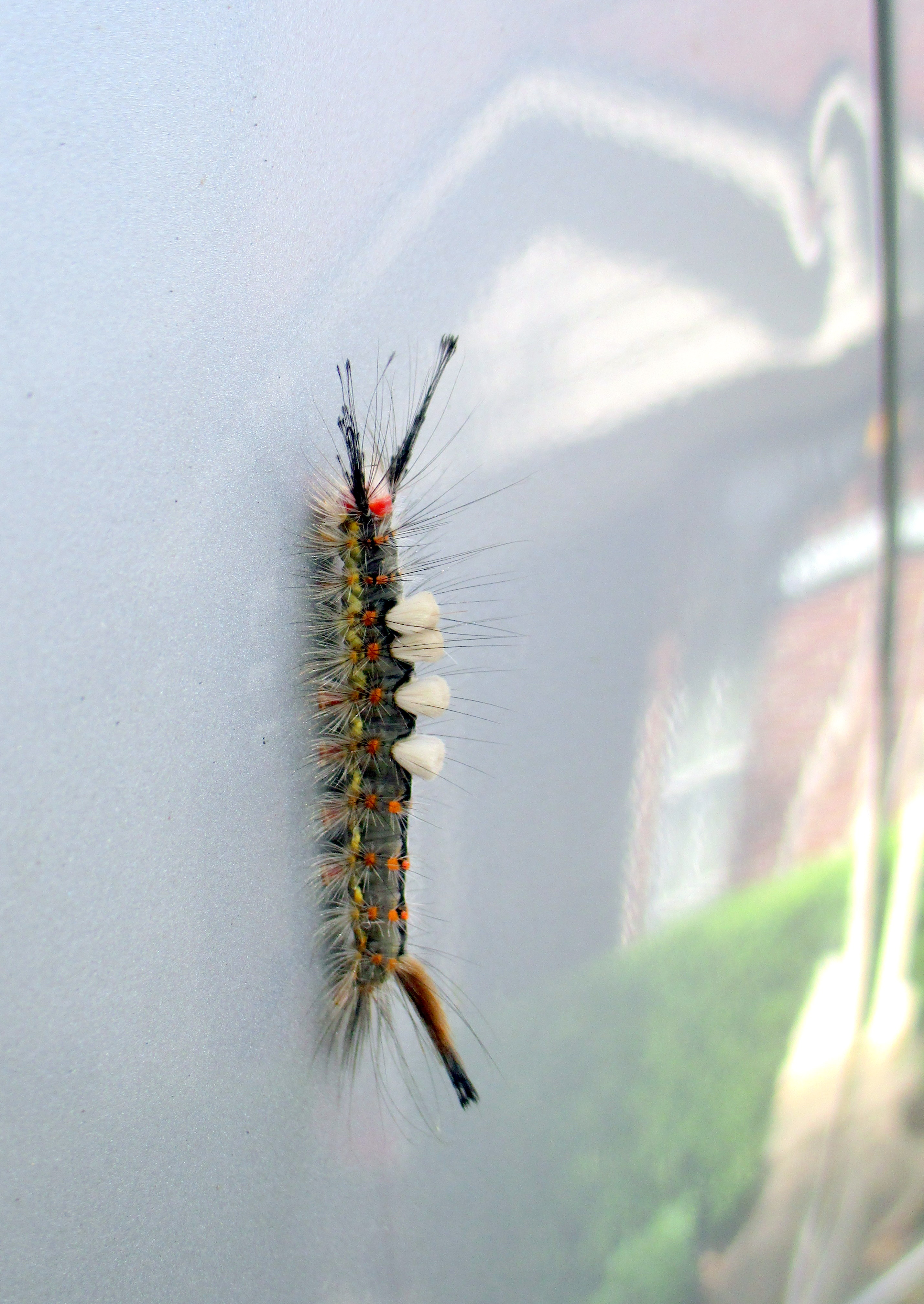
Oruga en Texas